# Dystopia (Comic)
Dystopia ist eine Comicserie im Manga-Stil der deutschen Comiczeichnerin Judith Park. Der Comic wurde 2005 mit dem Sondermann, einem auf der Frankfurter Buchmesse vergebenen Comic-Publikumspreis, in der Kategorie Beste Manga-Eigenpublikation (national) ausgezeichnet.

## Handlung
Die siebzehnjährige Dionne Hawking versteht sich sehr gut mit ihrem zwei Jahre älteren Bruder Lyon. Auch mit Lyons Freundin, der sechzehnjährigen Shikku Koryo, kommt sie gut aus.
Dionnes Leben ändert sich schlagartig, als Lyon von einem Auto überfahren wird und dabei stirbt. Kaum haben sie und Shikku Lyons Tod verkraftet, scheint er plötzlich wieder vor ihnen zu stehen. Entsetzt erfährt Dionne, dass ihre Eltern einst einen Klon von Lyon erschaffen ließen, weil dieser als Kind todkrank war und man ihm wenig Überlebenschancen gab. Dionne kann sich mit Lyons Klon Gabriel wenig anfreunden, und auch Gabriel ist wenig erfreut darüber, dass man ihn nur als eine Art Ersatz von Lyon ansieht und nicht als eigenständiges Wesen wahrnehmen will.

## Veröffentlichungen
Dystopia erschien von Januar bis Juni 2004 monatlich in Einzelkapiteln im deutschen Manga-Magazin Daisuki. Diese Einzelkapitel brachte Carlsen Comics im Oktober 2004 im Label Best of Daisuki als Buch heraus.
Eine französische Übersetzung des Sammelbandes erschien im Januar 2007 beim Verlag Pika.